# Frankie Howerd
Francis Alick Howard, plus connu par son pseudonyme Frankie Howerd, est un acteur et scénariste britannique né le 6 mars 1917 à York (Royaume-Uni), et décédé le 19 avril 1992 à Londres (Royaume-Uni), où il vivait à Edwardes Square depuis 1966.

## Filmographie

### Cinéma
- 1954 : The Runaway Bus : Percy Lamb
- 1955 : An Alligator Named Daisy : M.C. au rallye alligator
- 1955 : Tueurs de dames (The Ladykillers) : L'homme-brouette
- 1956 : A Touch of the Sun : William Darling
- 1956 : Jumping for Joy : Willie Joy
- 1958 : Further Up the Creek : Bos'n'
- 1962 : La Merveilleuse Anglaise (The Fast Lady) : L'ouvrier de la rue dans la bouche d'égout
- 1963 : The Cool Mikado : Ko-Ko Flintridge
- 1966 : The Great St. Trinian's Train Robbery : Alphonse de Monte Carlo/Alfred Haskett
- 1967 : Carry on Doctor : Francis Bigger
- 1970 : Carry on Up the Jungle : Professeur Inigo Tinkle
- 1971 : Up the Chastity Belt : Richard/Lurkalot
- 1971 : Up Pompeii (en) : Lurcio
- 1972 : Up the Front : Lurk
- 1973 : The House in Nightmare Park : Foster Twelvetrees
- 1978 : Sergent Pepper's Lonely Hearts Club Band : Mr. Mustard

### Télévision
- 1953 : Nuts in May (Téléfilm)
- 1954 : Tons of Money (Téléfilm) : Aubrey Henry Maitland Allington
- 1956 : Pantomania, or Dick Whittington (Téléfilm) : Idle Jack
- 1957 : The Howerd Crowd (Téléfilm)
- 1958-1959 : Frankie Howerd in... (série télévisée)
- 1959 : Frankly Howerd (série télévisée) : Francis
- 1959 : Mother Goose (Téléfilm) : Mother Goose
- 1963 : Have You Read This Notice? (Téléfilm) : Norman Fox
- 1964 : A Last Word on the Election (Téléfilm)
- 1964-1966 : Frankie Howerd (série télévisée) : Francis Howerd
- 1967 : Those Two Fellers (série télévisée) : un comédien
- 1968 : Howerd's Hour (Téléfilm)
- 1969 : David Frost Presents... Frankie Howerd (Téléfilm)
- 1969 : Frankie Howerd at the Poco a Poco (Téléfilm)
- 1969 : Carry on Christmas (Téléfilm) : Robert Browning / La marraine de la fée
- 1969-1970 : Up Pompeii! (en) (série télévisée) : Lurcio
- 1970 : Cucumber Castle (Téléfilm) : Un roi mourant
- 1971 : The Laughing Stock of Television (Téléfilm)
- 1971 : Frankie Howerd's Hour (Feuilleton TV)
- 1973 : Whoops Baghdad! (série télévisée) : Ali Oopla
- 1974 : History of England (Téléfilm)
- 1974 : Francis Howerd in Concert (Téléfilm)
- 1975 : Further Up Pompeii! (Téléfilm) : Lurcio
- 1975 : Tittertime (Téléfilm) : General Von Vintel et autres rôles
- 1975 : A Touch of the Casanovas (Téléfilm) : Francesco
- 1976 : The Frankie Howerd Show (série télévisée) : Frankie
- 1976 : Up the Convicts (série télévisée) : Jeremiah Shirk
- 1976 : The Howerd Confessions (série télévisée) : Frankie
- 1979 : The Plank (Téléfilm) : Le photographe
- 1979 : Just So Stories (série télévisée)  : Voix
- 1980 : Comedy Tonight (Téléfilm) : Sketch 'Budgerigar'
- 1980 : Frankie Howerd Reveals All (Téléfilm)
- 1981 : Frankie Howerd Strikes Again (série télévisée)
- 1982 : H.M.S. Pinafore (Téléfilm) : Sir Joseph Porter, KCB
- 1982 : Trial by Jury (Téléfilm) : Le juge qui apprend
- 1986 : The Blunders (série télévisée) : Voix
- 1987 : Superfrank! (Téléfilm)
- 1989 : All Change (série télévisée) : Oncle Bob
- 1991 : The Craig Ferguson Story (Téléfilm) : Le dieu de la comédie
- 1991 : Further Up Pompeii (Téléfilm) : Lurcio
- 1993 : Then Churchill Said to Me (Téléfilm) : Pvt. Percy Potts / Pvt. Percy Potter / Gen. Fearless Freddy Hollocks

### Scénariste
- 1964 : A Last Word on the Election (Téléfilm)